# In der Hölle der Arktis
In der Hölle der Arktis ist ein US-amerikanischer Abenteuerfilm aus dem Jahr 1949. Der Film beinhaltet Aufnahmen aus dem 1936 von Norman Dawn inszenierten Film Tundra.

## Handlung
Der junge Arzt Dr. Barlow lebt mit seiner Familie in Alaska. Er wird beauftragt, einem von einer unbekannten Krankheit befallenen Eskimostamm zu helfen. Die Eskimos haben ihr Dorf verlassen und sind zur Siedlung Noonack gezogen, um dort Hilfe zu finden. Innerhalb von zwei Monaten wurden die Bewohner angesteckt. Dr. Barlow macht sich mit einem Flugzeug auf den Weg.
Die Maschine gerät in Schwierigkeiten. Nachdem der Motor ausgefallen ist, springt Dr. Barlow mit dem Fallschirm ab. Er landet sicher, wird aber sofort von einem Eisbären angegriffen. Barlow kann flüchten und muss sich nun den widrigen klimatischen Bedingungen in der Wildnis stellen. Nahrung findet er in den eisigen Flüssen, in denen er Fische fängt. Er findet zwei Eisbärenjunge und versucht in ihrer Begleitung in die Zivilisation zurückzukehren. 
Zwei Wochen vergehen und Barlow wandert immer noch durch die Wildnis. Zur gleichen Zeit überbringt der Trapper Mack Martha Barlow die Nachricht, dass ihr Mann Noonack nicht erreicht hat. Trümmer des Flugzeuges wurden von einem Eskimo am Coleville River entdeckt. Eine Suchmannschaft wurde losgeschickt, doch die Hoffnung, Dr. Barlow lebend zu finden, ist sehr gering. Ein Suchflugzeug kehrt erfolglos zurück. Zwar ist es über Barlow hinweggeflogen, doch der Vermisste wurde nicht gesehen. Die Suche wird schließlich abgebrochen. Martha will sich nicht damit abfinden. Ihre Hoffnung lebt auf, als man einige Ausrüstungsgegenstände kilometerweit entfernt vom Flugzeugwrack auffindet. 
Drei weitere Monate vergehen, in denen sich Barlow Noonack langsam nähern konnte. Kurz vor der Siedlung wird er von Wildhunden angegriffen. Mack, der kurz zuvor in Noonack angekommen ist, findet Barlow und verjagt die Hunde. Barlow erholt sich von den Strapazen und wird zu einer lokalen Berühmtheit.

## Produktion

### Hintergrund
Im Vorspann wird mitgeteilt, dass Teile der Filmaufnahmen aus dem Film Tundra stammen. Neu hinzugekommen waren Szenen um die Familie des Arztes. Ein Artikel der The New York Times vom 17. Juli 1949 gab an, dass die Hälfte des Films neue Aufnahmen seien. Der Artikel beschrieb auch, dass Produzent Petroff 1938 120.000 Fuß Filmmaterial von Regisseur Dawn erstand, umschnitt und für kurze Zeit vorführte. Nach schlechter Resonanz zog er das Material zurück. Ihm wurde klar, dass er zwar Filmmaterial, aber keine Geschichte hatte. Über zwei Jahre filmte er zusätzliche Aufnahmen, zum Teil mit den Originalschauspielern.

### Stab
Verantwortliche Toningenieure waren John D. Hall und Frank Moran.

### Besetzung
In einer kleinen nicht im Abspann erwähnten Nebenrolle war Earl Dwire zu sehen. Da der Schauspieler 1940 verstarb, handelt es sich hier um Aufnahmen aus dem Originalfilm.

## Veröffentlichung
Die Premiere des Films fand am 4. Mai 1949 in Los Angeles statt. In der Bundesrepublik Deutschland wurde er am 19. April 1964 im deutschen Fernsehen ausgestrahlt.

## Kritiken
Das Lexikon des internationalen Films schrieb: „Nach einer tatsächlichen Begebenheit inszenierter Film, dessen enttäuschende Schauspieler dem guten Drehbuch nichts anhaben können.“
Die Variety bemerkte, dass der Film trotz seiner ungeschickten amateurhaften Machart Interesse erwecke. Das liege besonders an den Eisbärenkindern, während die menschlichen Darsteller hölzern agieren.
Der Kritiker des TV Guide sah marionettenhafte Darbietungen der Hauptdarsteller, die der erbärmlichen Aufbereitung einer inspirierenden Geschichte nicht helfen.